# 수잔 리지웨이
수잰 리지웨이(Suzanne Ridgeway, 1918년 1월 27일 ~ 1996년 5월 6일)는 미국의 배우, 영화배우이다.
로스앤젤레스에서 태어났으며 버뱅크에서 사망하였다.

## 영화
- 프럼 헬 잇 케임 (1957년)
- 쉬 크리처 (1956년)
- 세레나데 (1956년)
- 테이크 더 하이 그라운드! (1953년)
- 애보트와 코스텔로 4 (1952년)
- 세일러 비워 (1952년)
- 더 매직 카펫 (1951년)
- 마이 페이버릿 스파이 (1951년)
- 온 문라이트 베이 (1951년)
- 자니 원 아이 (1950년)
- 아이다호의 공작부인 (1950년)
- 웨스트 포인트 스토리 (1950년)
- 마이 프렌드 어머 고즈 웨스트 (1950년)
- 키싱 밴디트 (1948년)
- 더 베스트 이어스 오브 아워 리브스 (1946년) - 걸 앳 테이블 위드 클리프 역
- 스릴 오브 브라질 (1946년)
- 윈터타임 (1943년)
- 파나마 해티 (1942년)
- 모로코 가는 길 (1942년)
- 다운 아젠틴 웨이 (1940년)
- 이츠 어 데이트 (1940년)
- 브로드웨이 멜로디 오브 1940 (1940년)
- 댓츠 라이트 - 유어 롱 (1939년)
- 싱 유 시너스 (1938년)